# Thlipsuridae
De Thlipsuridae zijn een familie van uitgestorven kreeftachtigen uit de klasse van de Ostracoda (mosselkreeftjes).

## Geslachten
- Favulella Swartz & Swain, 1941 †
- Polyzygia Guerich, 1896 †